# Nœud de griffe
Pour les articles homonymes, voir Griffe.
Ne doit pas être confondu avec Patte de chat.
Le nœud de griffe (ou patte de chat) est une variante du nœud de croc sur palan. Il permet de frapper un cordage sur un croc en enserrant le crochet, le bout étant maintenu par coincement.

## Nouage
Le nœud de griffe  ressemble à un noeud d'écoute noué sur un crochet. Pour le réaliser il faut effectuer un nœud de trésillon et relever la ganse pour qu'elle serre à la fois le col du crochet et le bord extérieur du croc. 
Ce nœud a comme avantage de se réaliser facilement d'une main et de se défaire facilement, ce qui était très utile dans les opérations de chargement / déchargement des bateaux, avant l'avénement des grues de port modernes.
En revanche, ce nœud n'est sûr, que s'il est correctement réalisé : le bout étant maintenu par coincement, donc sans tension, il glisse. Pour cette raison, lors de sa réalisation, le nœud doit obligatoirement être maintenu en tension.